# Valle Moio (Delianova)
Valle Moio (Delianova) este o arie protejată (arie specială de conservare — SAC, sit de importanță comunitară — SCI) din Italia întinsă pe o suprafață de 41 ha, integral pe uscat.

## Localizare
Centrul sitului Valle Moio (Delianova) este situat la coordonatele 38°14′28″N 15°53′54″E / 38.241111°N 15.898333°E.

## Înființare
Situl Valle Moio (Delianova) a fost declarat sit de importanță comunitară în septembrie 1995 pentru a proteja 5 specii de animale. Situl a fost protejat și ca arie specială de conservare în iunie 2017.

## Biodiversitate
Situată în ecoregiunea mediteraneană, aria protejată conține 5 habitate naturale: Păduri de Quercus ilex și Quercus rotundifolia, Păduri de Castanea sativa, Păduri pe pante, grohotișuri și ravene de Tilio-Acerion, Izvoare petrifiante cu formare de travertin (Cratoneurion), Păduri aluvionare cu Alnus glutinosa și Fraxinus excelsior (Alno-Padion, Alnion incanae, Salicion albae).
La baza desemnării sitului se află mai multe specii protejate:
- păsări (4): Cettia cetti, capîntortură (Jynx torquilla), privighetoare (Luscinia megarhynchos), silvie de câmp (Sylvia communis)
- nevertebrate (1): Cordulegaster trinacriae

Pe lângă speciile protejate, pe teritoriul sitului au mai fost identificate 9 specii de plante, 1 specie de amfibieni, 1 specie de mamifere, 1 specie de reptile.